# Ralph Erwin
Ralph Erwin, właśc. Erwin Vogl, pseudonim Harry Wright (ur. 31 października 1896 w Bielsku, zm. 15 maja 1943 w Beaune-la-Rolande, w departamencie Loiret we Francji) – austriacki kompozytor muzyki rozrywkowej i filmowej. Jedną z jego najbardziej znanych kompozycji jest piosenka „Całuję twoją dłoń, madame” (niem. Ich küsse Ihre Hand, Madame), skomponowana w 1928 roku w Berlinie. Została ona wykorzystana w filmie Całuję twoją dłoń, madame (1929), w którym wystąpili Harry Liedtke oraz Marlene Dietrich.